# Couridiplosis vena
Couridiplosis vena är en tvåvingeart som beskrevs av Maia 2004. Couridiplosis vena ingår i släktet Couridiplosis och familjen gallmyggor. Inga underarter finns listade i Catalogue of Life.